# جایارینه
جایارینه (به ایتالیایی: Gaiarine) یک کومونه در ایتالیا است که در استان ترویزو واقع شده‌است.

## خصوصیات
جایارینه ۲۸٫۷ کیلومترمربع مساحت و ۶٬۲۴۲ نفر جمعیت دارد.